# ГЕС Мареж-Сен-П'єр
ГЕС Мареж-Сен-П'єр (фр. Marèges-Saint-Pierre) — гідроелектростанція у центральній Франції. Входить до складу каскаду на річці Дордонь (права притока Гаронни), яка дренує південно-західну сторону основної частини Центрального масиву. Знаходиться між ГЕС Бор-лез-Орг (вище по течії) та ГЕС Егль.
Для накопичення ресурсу на Дордоні звели аркову бетонну греблю висотою 89,5 метра, довжиною 347 метрів та товщиною від 3 до 19 метрів, на спорудження якої знадобилось 180 тис. м3 матеріалу. Вона утримує витягнуте по долині річки на 16 км водосховище з об'ємом 47 млн м3.
Розташований біля греблі на правому березі машинний зал станції Мареж ввели в експлуатацію у 1936 році. Його обладнали чотирма турбінами типу Френсіс потужністю по 37,5 МВт, які при напорі у 90 метрів забезпечують річний виробіток на рівні 155 млн кВт·год. В 1985 році на лівому березі спорудили другий машинний зал Saint-Pierre, де розміщена одна турбіна того ж типу потужністю 122 МВт, котра виробляє 175 млн кВт·год електроенергії на рік.
Видача продукції відбувається по ЛЕП, що працює під напругою 220 кВ.
У 2015 році оголосили тендер на модернізацію всіх чотирьох турбін станції Мареж.